# Nomia crocisaeformis
Nomia crocisaeformis là một loài Hymenoptera trong họ Halictidae. Loài này được Bingham mô tả khoa học năm 1903.